# 경주 남산신성
경주 남산신성(慶州 南山新城)은 대한민국 경상북도 경주시에 있는 신라의 성곽이다. 1963년 1월 21일 대한민국의 사적 제22호로 지정되었다.

## 개요
경주 남산의 북쪽에 있는 신라 산성으로 ‘신라 남산성’이라고도 한다.
신라 진평왕 13년(591)에 쌓았다고 전하며, 신라 문무왕 19년(679)에 성을 크게 고쳐 쌓았는데, 지금 성벽이 잘 남아있는 부분은 이때 쌓은 것으로 보인다. 남산 꼭대기를 중심으로 돌로 쌓았으며, 성 안에는 3개의 커다란 창고가 있어 무기와 식량을 저장하고 전쟁에 대비하였다.
성 부근에서 발견된 남산신성비에는 ‘전국에서 사람들이 모여와 일정한 길이의 성벽을 맡아 쌓았으며, 만일 3년 이내에 성벽이 무너지면 벌을 받을 것’이라는 서약의 글과 함께 관계한 사람들의 벼슬·성명·출신지가 새겨져 있다.
경주평야 일대가 훤히 내려다 보이는 위치에 자리하고 있는 이 산성은 서쪽의 서형산성과 동쪽의 명활성, 그리고 북쪽의 북형산성과 함께 신라의 왕도를 호위했던 성으로서 역사적 의의가 있으며, 지금도 큰 창고 자리에서는 불에 탄 쌀이 나온다고 한다.

## 갤러리

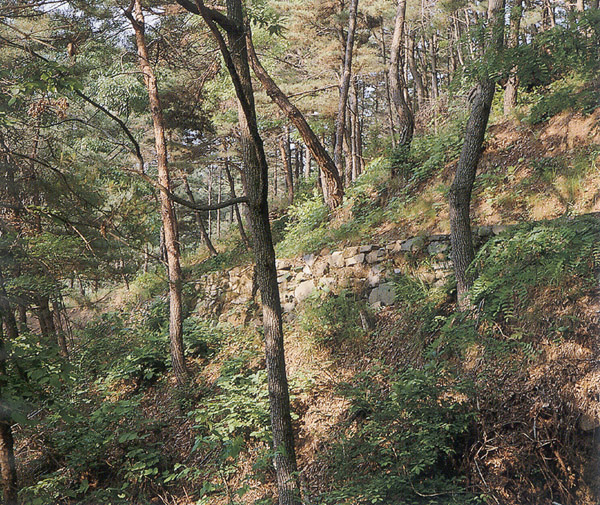
경주남산성
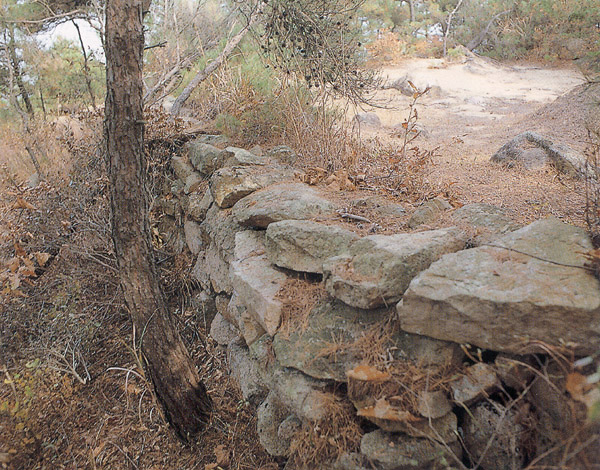
경주남산성
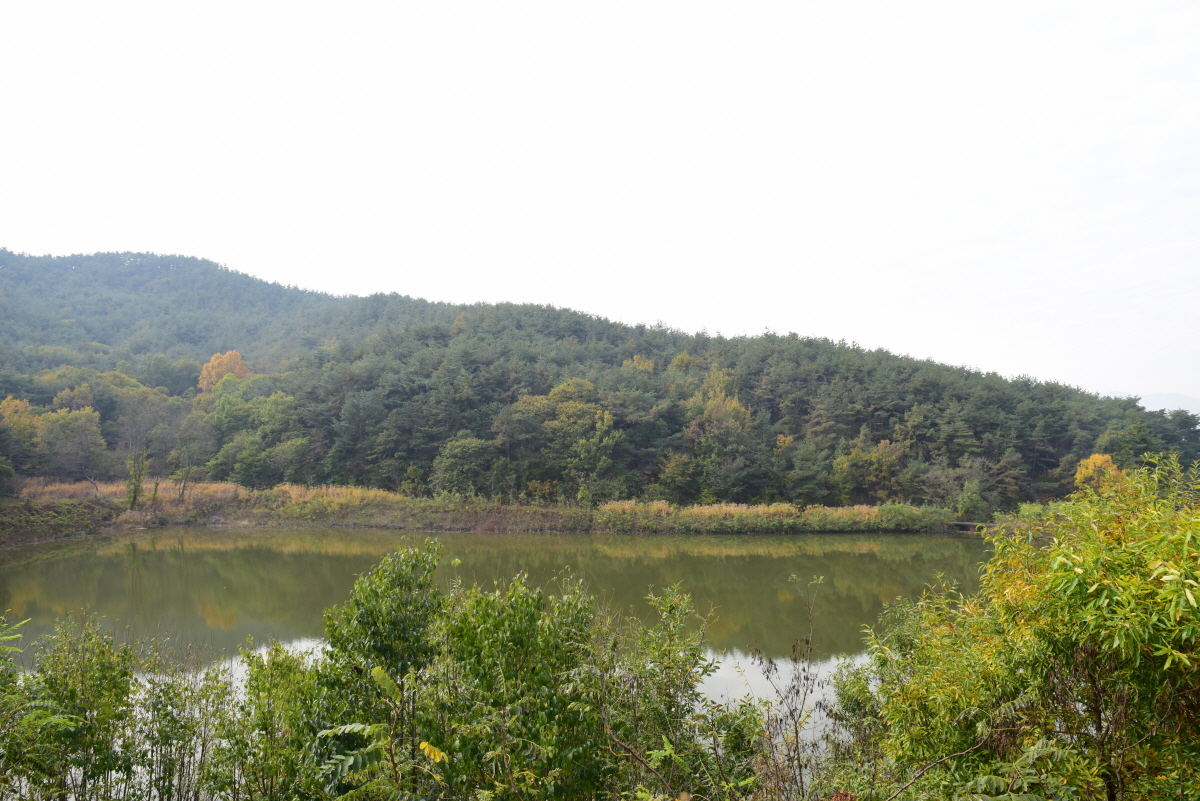
경주 남산신성 일원2
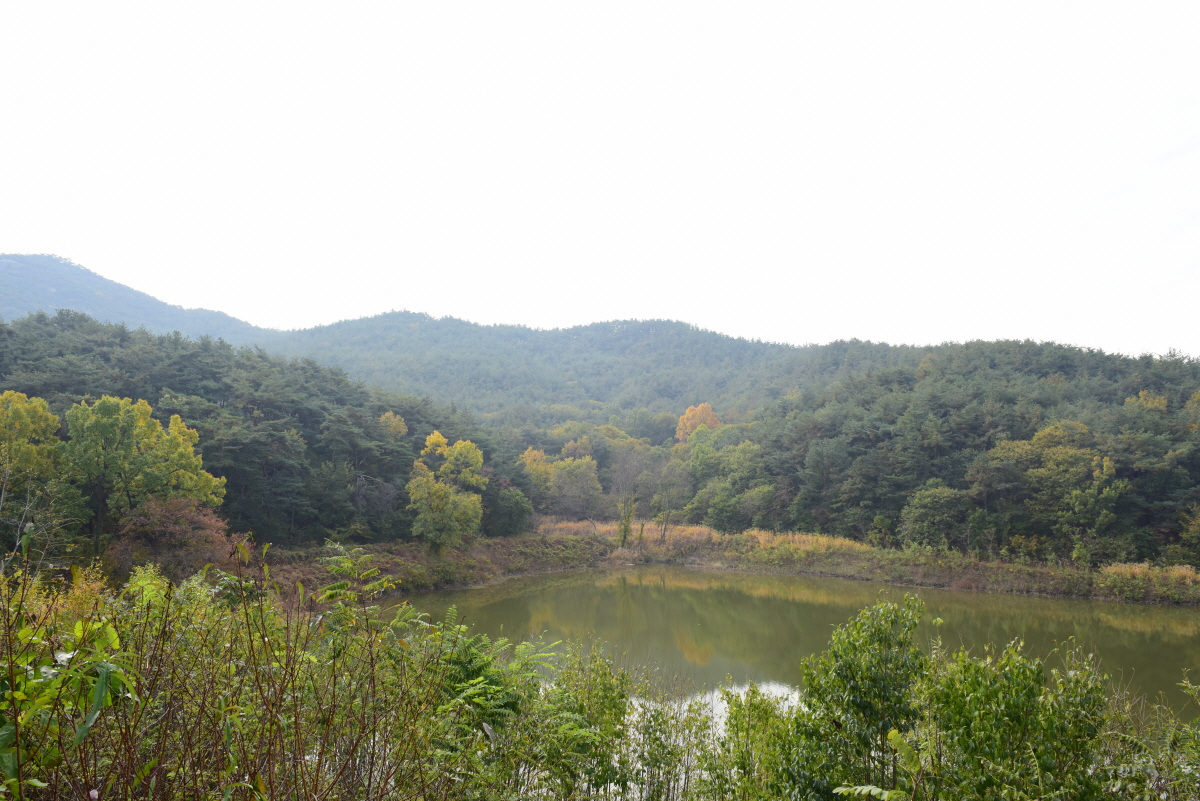
경주 남산신성 일원3
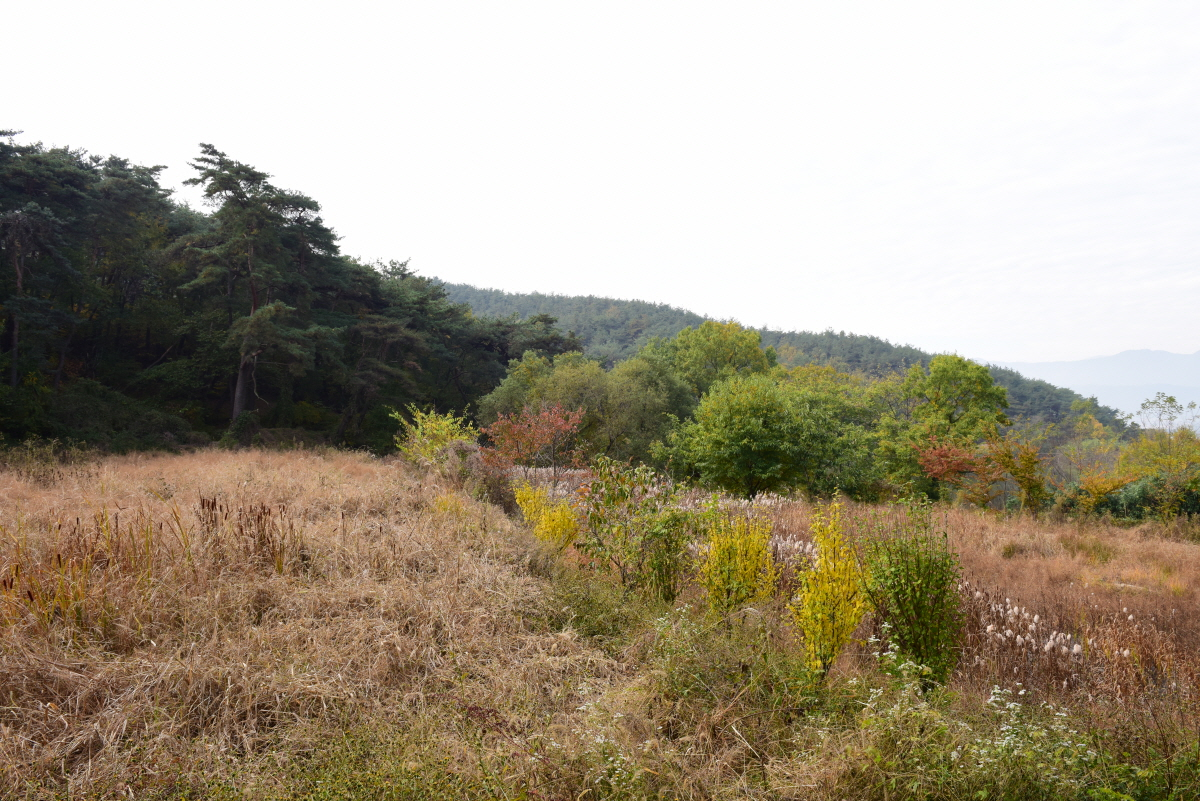
경주 남산신성 일원4

## 참고 자료
- 경주 남산신성 - 국가유산청 국가유산포털